# N’Dali
N’Dali – miasto w Beninie, w departamencie Borgou. Położone jest około 370 km na północ od stolicy kraju, Porto-Novo. W spisie ludności z 11 maja 2013 roku liczyło 23 264 mieszkańców.